# Darlingtontransistor

En Darlingtontransistor

En darlingtontransistor är egentligen två transistorer kopplade i serie. Strukturen består av två bipolära transistorer där den ena transistorns emitter är inkopplad till den andra transistorns bas. De ingående transistorernas kollektorer är sammankopplade. Dess strömförstärkning kan beräknas på följande sätt om båda transistorerna är lika (se figur):
{\displaystyle Ib2=(\beta +1)Ib1\ }
och
{\displaystyle Io=(\beta +1)Ib2=(\beta +1)(\beta +1)Ib1\approx \beta ^{2}Ib1}
Beta, {\displaystyle \beta }, är alltså definitionsmässigt strömförstärkningen till kollektor medan man på emittern får ytterligare bidrag från basströmmen i sig.
Darlingtontransistorn uppfanns 1953 av ingenjören Sidney Darlington i Bell Laboratories. Han patenterade sin idé med att ha två eller tre transistorer sammankopplade på ett enkelt mikrochip.